# Armadillo alievi
Armadillo alievi là một loài chân đều trong họ Armadillidae. Loài này được Schmalfuss miêu tả khoa học năm 1990.